# Tellervo pelagia
Tellervo pelagia är en fjärilsart som beskrevs av Hans Fruhstorfer 1911. Tellervo pelagia ingår i släktet Tellervo och familjen praktfjärilar. Inga underarter finns listade i Catalogue of Life.